# SN 1984Q
SN 1984Q – supernowa odkryta 23 grudnia 1984 roku w galaktyce M+09-19-109. W momencie odkrycia miała maksymalną jasność 16,80m.